# Addison Randall
Addison Byron Owen Randall (San Fernando, California; 12 de mayo de 1906 – Canoga Park; 16 de julio de 1945) fue un actor cinematográfico estadounidense, que trabajó principalmente en títulos del género western. A menudo utilizaba para su trabajo un pseudónimo, "Jack Randall", aunque también usó los de "Allen Byron" y "Byron Vance".

## Carrera cinematográfica
Randall empezó su carrera como actor de reparto para RKO Pictures, pero dejó la productora cuando Monogram Pictures le prometió primeros papeles en sus filmes. Así, actuó en diferentes westerns a lo largo de las décadas de 1930 y 1940. En muchas de las primeras producciones de serie B de Randall para Monogram trabajó como cowboy cantante, pero en sus últimos papeles las historias representadas eran serias, aunque todo ello se veía dificultado por el bajo presupuesto del estudio. 
Randall adoptó el nombre de "Allen Byron" en los años cuarenta en un esfuerzo para que su carrera profesional remontara, pero los papeles que recibía con el nuevo estudio Producers Releasing Corporation no fueron suficientes para ello. 
El actor falleció inesperadamente en 1945 en Canoga Park, California, a causa de una caída de un caballo mientras filmaba un serial titulado The Royal Mounted Rides Again para Universal Studios. Algunas fuentes afirman que sufrió un infarto agudo de miocardio que motivó la caída.

## Vida personal
Su verdadero nombre era Addison Byron Owen Randall, y nació en San Fernando (California). Estudió en la Kemper Military School de Boonville, Misuri. El hermano mayor de Randall, Robert Livingston (Robert Edward Randall) fue también actor de películas western de la época. 
Addison Randall se casó dos veces. Una con la actriz Louise Stanley, de la que se divorció, y otra con la también actriz Barbara Bennett, hermana de las actrices Constance Bennett y Joan Bennett. Además, tuvo una relación sentimental con la actriz del cine mudo Louise Brooks.